# Kassensturz (Wohmann)

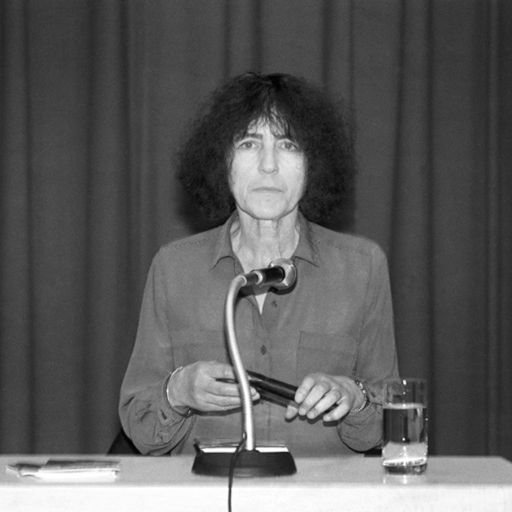
Gabriele Wohmann (1992)

Kassensturz ist eine Erzählung von Gabriele Wohmann, die 1989 in der gleichnamigen Sammlung bei Luchterhand erschien.

## Inhalt
Der Titel ist zweideutig. Anlässlich des 25. Jahrestages ihrer Verlobung mit dem Büroangestellten Dennis lässt Winifred erstens ein Vierteljahrhundert Revue passieren, weil sie die Quintessenz für den Verlobten zwischen die Zeilen eines selbstgebastelten Gedichts pressen will. Zwei Verse stehen schon:
„Am Abend hast du mich gefragt –
Ich hab zu allem ja gesagt.“
Zweitens ist da noch der gemeinsame erwachsene Sohn Tanno, der seiner Mutter über die Schulter schaut, wie sie Beihilfe beantragt. Dabei entschlüpft ihm das titelgebende Wort, als Frage ausgesprochen.
Winifred leistet ihren finanziellen Beitrag für die dreiköpfige „Familie“; betreibt mit ihrer Freundin Bruni ziemlich glücklos einen kleinen Jeansladen. Tanno hingegen nassauert sich durch; borgt sich den PKW von der gutmütigen Mutter. Täglich gibt die nicht sehr erfolgsverwöhnte Geschäftsfrau Winifred ihren VW Golf – wenn auch ungern – her. Den Egoisten Tanno vor den Kopf stoßen? Die erforderliche Energie bringt die Mutter nicht auf. Das Problem: Wie kann die Abneigung gegen den leiblichen Sohn überwunden werden? Winifred lenkt sich ab; erledigt verdrossen die verhasste Hausarbeit. Dennis redet seiner langjährigen Verlobten ein, das Leben sei schön und legt den Finger auf die Wunde: Winifred bausche jede Bagatelle auf. Der Ruhestand des Vaters Dennis ist in Sicht. Da ist dieser Geburtstagswunschzettel, den Winifred schreiben muss, weil – der ach so gutmütige – Dennis ein Geschenk einkaufen möchte. Schließlich wünscht sich Winifred von Dennis: „Keine Kabale. Aber Liebe.“

### Verwendete Ausgabe
- Gabriele Wohmann: Kassensturz. Erzählungen. Lektor: Klaus Siblewski. Luchterhand Literaturverlag, Hamburg 1992 (SL 1021, 256 Seiten), ISBN 3-630-71021-2 (enthält noch: Königskinder, Rentenalter. Jennys Motiv, Die Glyzinie. An die Freude. Telephon für Meret. Lauter halbe Sachen. Die fremde Frau. Drittes Semester. Raimunds Studium. Friedensalarm. Irdische Advokaten. Kein Zutritt. Vertrauensbildende Maßnahmen. Die Vikarin. Auf Wiedersehen, mein Liebes. Karrière. Hochwasser. Willkommen – herzlich willkommen. Kilian. Ja, das ist machbar. Furcht und Zittern. Der grüne Kuß. Die tote Frau. Zwei ältere Herren. Der Mann im weißen Hemd. Einbrecher).